# Grupa wileńska

Mapa pierwotnych krajów członkowskich

Grupa wileńska (również dziesiątka wileńska) – określenie dziesięciu postkomunistycznych państw kandydujących do NATO przed rokiem 2004. Utworzono ją w Wilnie, od którego wzięła zresztą swoją nazwę, w maju 2000. Jej celem była ogólna współpraca wszystkich członków, wymiana informacji i wzajemny lobbying w stolicach krajów Paktu Północnoatlantyckiego. W 2004 siedem państw wileńskich dopięło swego, w 2009 udało się to kolejnym dwóm. Obecnie z pierwotnej dziesiątki jedynie Macedonia Północna pozostaje poza strukturami NATO.
Grupa wileńska wybrała sobie następujące motto:
Chociaż każdy kraj należy oceniać indywidualnie, wierzymy, że integracja wszystkich tych demokracji okaże się sukcesem dla Europy i NATO.
W skład grupy wileńskiej wchodziły następujące kraje (w nawiasach podano daty ich wejścia do struktur Paktu):
- Albania (2009)
- Bułgaria (2004)
- Chorwacja (2009)
- Estonia (2004)
- Łotwa (2004)
- Litwa (2004)
- Macedonia Północna
- Rumunia (2004)
- Słowacja (2004)
- Słowenia (2004)

## Akcesja do NATO
Podczas szczytu w Stambule 29 marca 2004 do NATO dołączyły następujące państwa grupy wileńskiej: Bułgaria, Estonia, Łotwa, Litwa, Rumunia, Słowacja i Słowenia. Albania, Chorwacja i Macedonia miały pójść w ich ślady 1 kwietnia 2009, na dwa dni przed szczytem w Strasburgu i Kehl, lecz na skutek sprzeciwu Grecji, która uważa, że Macedonia uzurpuje sobie prawo do tej nazwy, kraj ten musiał pozostać jako jedyny z całej grupy - poza strukturami NATO.
Można uznać, że z chwilą dołączenia do Paktu Albanii i Chorwacji grupa wileńska przestała istnieć.